# Гузеньга
Гузеньга — река в России, протекает по Плесецкому району Архангельской области.
Исток — Тергозеро. Течёт на юг, через Гузеньозеро. Впадает в расположенное на границе с Пудожским районом Карелии Кумбасозеро, из которого вытекает река Кумбаса. Длина реки составляет 15 км.

## Данные водного реестра
По данным государственного водного реестра России относится к Балтийскому бассейновому округу, водохозяйственный участок реки — Водла, речной подбассейн реки — Свирь (включая реки бассейна Онежского озера). Относится к речному бассейну реки Нева (включая бассейны рек Онежского и Ладожского озера).
Код объекта в государственном водном реестре — 01040100412102000016616.